# Forza Motorsport (jogo eletrônico de 2023)
Forza Motorsport é um simulador de corrida desenvolvido pela Turn 10 Studios e publicado pela Xbox Game Studios.
É a décima terceira edição principal da série Forza. Foi lançado para Windows e Xbox Series X/S. Embora seja o oitavo título do Forza Motorsport, sucedendo o Forza Motorsport 7, é uma reinicialização para a subsérie titular, eliminando a numeração sequencial dos títulos das entradas anteriores e usa os novos consoles Xbox Series X/S para renderizar gráficos de maior definição do que seus antecessores.O Forza Motorsport foi lançado em 9 de outubro de 2023.

## Jogabilidade
Forza Motorsport é um jogo de corrida. No lançamento, o Forza Motorsport está projetado para ter mais de 500 veículos e 800 upgrades. Aproximadamente 80 veículos de todas as épocas e tipos de veículos de corrida estão entre os veículos que foram anunciados até agora. Embora mais de 100 deles sejam novos para a série, muitos deles retornarão de jogos anteriores do Forza Motorsport.
O jogo incluirá elementos como ray tracing em tempo real na pista, desgaste dos pneus, hora dinâmica do dia, mudanças no modelo de danos com dano melhor definido e acúmulo de sujeira. Haverá outros efeitos, como "vida de pista animada", "iluminação com base física e efeitos de névoa volumétrica" e "um sistema de nuvem totalmente processual". O jogo também inclui um modo de carreira para um jogador e vários modos multijogador online. No lançamento, Forza Motorsport terá 4 DLCs disponíveis para os jogadores

## Desenvolvimento
O Forza Motorsport foi anunciado pela primeira vez no Xbox Showcase em 2020. A data de lançamento do Forza Motorsport foi definida anteriormente para 'Primavera de 2023', mas mudou para uma janela de lançamento no final de 2023, com uma data de lançamento atual definida para 10 de outubro de 2023. Em entrevista ao GamesRadar, Chris Esaki, Diretor Criativo da Turn 10 Studios, enfatizou o compromisso da equipe em "ultrapassar os limites do realismo" no Forza Motorsport e descreveu o jogo como o "jogo de corrida tecnicamente mais avançado já feito".